# Las Pilas de Puruagua
Las Pilas de Puruagua är en ort i Mexiko.   Den ligger i kommunen Jerécuaro och delstaten Guanajuato, i den södra delen av landet, 150 km väster om huvudstaden Mexico City. Las Pilas de Puruagua ligger 2 073 meter över havet och antalet invånare är 535.
Terrängen runt Las Pilas de Puruagua är varierad. Runt Las Pilas de Puruagua är det ganska tätbefolkat, med 104 invånare per kvadratkilometer. Närmaste större samhälle är Maravatío, 16,1 km söder om Las Pilas de Puruagua. I omgivningarna runt Las Pilas de Puruagua växer huvudsakligen savannskog.